# حسن مراد تیپو
حسن مراد تیپو (بنگالی: হাসান মুরাদ টিপু؛ زادهٔ ۲ ژانویهٔ ۱۹۹۸) بازیکن فوتبال اهل بنگلادش است.
وی همچنین در تیم‌های ملی فوتبال زیر ۲۳ سال بنگلادش و بنگلادش بازی کرده است.